# Gunnar Degelius
Gunnar Bror Fritiof Degelius (före 1932 Nilsson), född 27 januari 1903 i Uppsala, död 22 juli 1993 i Askim, var en svensk botaniker.
Gunnar Degelius var son till apotekaren Bror Theodor Nilsson. Efter studentexamen i Göteborg 1923 studerade han vid Uppsala universitet och blev 1927 filosofie kandidat, 1929 filosofie magister, 1933 filosofie licentiat och 1935 filosofie doktor och docent i växtbiologi. Degelius företog i vetenskapligt syfte resor till de flesta europeiska länder samt till Nordamerika och Kuba. Sin botaniska forskning ägnade han främst åt lavarna och de flesta av hans många vetenskapliga arbeten behandlar lavarna ur floristisk, systematisk eller växtgeografisk synpunkt. Bland hans arbeten märks särskilt doktorsavhandlingen Das ozeanische Element der Strauch- und Laubfleclitenflora von Skandinavien (1935). Gunnar Degelius är begravd på Uppsala gamla kyrkogård.